# Astara (Azerbaïdjan)
Pour les articles homonymes, voir Astara.
Astara (en azéri : Astara et en russe : Астара) est une ville du sud-est de l'Azerbaïdjan, centre administratif du raïon d'Astara. Sa population s'élevait à 16 800 habitants en 2012.

## Étymologie
Selon Adam Olearius, voyageur allemand du XVIIe siècle, « le nom d'Astaroy désigne la région ». Selon les sources azéries et le linguiste Pospelov, Astara serait dérivé des mots turcs ast et araliq : « bas-pays », car Astara est située à l'embouchure du fleuve homonyme. Selon les sources iraniennes et les linguistes P.V. Gilo et A.N. Kosarev, le nom serait dérivé des mots iraniens آهسته رو, astero ou ahestro, donnant esterakhat : « ralentissement, halte », par évocation la traversée du fleuve à gué.

## Géographie

### Situation
La ville d'Astara s'étire des deux côtés du fleuve Astara, à son embouchure dans la mer Caspienne. Le fleuve sert de frontière naturelle avec l'Iran. Sur la rive gauche, septentrionale, se trouve la partie azerbaïdjanaise de la ville (17 000 habitants) ; sur le rive droite, méridionale, la partie iranienne (40 000 habitants).

### Climat
Le climat d'Astara est subtropical humide. L'hiver, la température moyenne est de +8,9 °C et l'été, de +27 °C.
Le territoire d’Astara  couvre la plus grande partie de la côte sud-ouest de la mer Caspienne jusqu’aux sommets des monts Talysh, à une altitude de 2 500 mètres.
Le climat d'Astara est fortement affecté par la mer (en été, il fait plus frais, en hiver il se réchauffe). Le climat est très humide (surtout le long de la côte). Un climat similaire est observé sur le pourtour de la mer Noire.
Les précipitations maximales tombent en automne, surtout sous forme de pluie. L'hiver est chaud, l'été est chaud et humide. En raison de la proximité de la mer, les températures estivales élevées sont quelque peu ajustées à la baisse et favorables à la nature et à l'homme. Ce type de climat tempéré doux est propice à la croissance de diverses cultures subtropicales et tempérées. Comme Astara est située à la limite nord des zones subtropicales, le gel et les chutes de neige sont parfois possibles en hiver, mais ils sont extrêmement rares sur la côte de la ville et ne durent que quelques jours.

Au total, environ 2 500 espèces de végétaux poussent dans la région et dans la ville d'Astara. Les pentes des montagnes Talyches environnantes sont couvertes de forêts de chênes-genévriers et d'arbustes subtropicaux comme les rhododendrons. L'abondance d'espèces locales et étrangères de conifères rend les forêts attractives à tout moment de l'année. Le pin et le chinara sont à la base de ces essences, mais il contient également: genévrier, chêne, érable de Steven, chêne moëlleux, chêne des roches, tremble, hêtre, cèdre, charme, if, châtaignier, poirier sauvage ainsi que de nombreux autres arbres et arbustes. En même temps, il y a des plantes reliques, telles que l'arbre de fer (Damir Aghaj), l'acacia de Lankaran, le cognassier sauvage, l'altcha, l'azgil et le kaki. Les plantes exotiques incluent également des plantes familières pour la région : cyprès, magnolias, glycines, palmiers fan, iglitsa, laurier noble, frêne, skoumpia, sapin, sycomore, figues, grenats, agave, opuntia, feijoa, citrons, mandarines, tangerines, kiwi, thé, eucalyptus, tung.
| Mois                              | jan. | fév. | mars | avril | mai  | juin | jui. | août | sep. | oct. | nov. | déc. | année |
| --------------------------------- | ---- | ---- | ---- | ----- | ---- | ---- | ---- | ---- | ---- | ---- | ---- | ---- | ----- |
| Température minimale moyenne (°C) | 2,4  | 2,5  | 4,9  | 9,6   | 14,2 | 18,7 | 20,8 | 20,6 | 18,3 | 13,6 | 8,5  | 4,3  | 11,5  |
| Température moyenne (°C)          | 8,9  | 9,5  | 15,7 | 20,4  | 23,6 | 26,2 | 27,3 | 27,3 | 24,1 | 21,4 | 17,7 | 12,8 | 20,8  |
| Température maximale moyenne (°C) | 14,5 | 15,7 | 18,5 | 22,4  | 25,5 | 28,6 | 30,9 | 30,6 | 29,5 | 26,6 | 19,7 | 16,9 | 24,3  |
| Précipitations (mm)               | 85   | 89   | 99   | 54    | 56   | 35   | 34   | 64   | 190  | 288  | 167  | 103  | 1 264 |

## Histoire
Dans l'Empire perse, Astara était une ville de la province de Chirvan et la capitale culturelle des Talyches. De 1578 à 1607, elle fut rattachée à l'Empire ottoman qui atteignit alors la mer Caspienne. L'empire russe occupa Astara et la rive perse de la Caspienne de 1724 à 1732, puis se fit céder la province de Chirvan en 1813 et c'est en 1828, au traité de Turkmantchaï, qu'Astara fut divisée en deux. À partir de cette date, la moitié russe appartînt au district de Lankaran du gouvernement de Bakou.
Pendant la guerre civile russe, Astara passa plusieurs fois entre les mains des bolcheviks russes et des moussavistes azéris, jusqu'au 4 mai 1920 lorsqu'elle fut occupée par l'Armée rouge lors de l'invasion soviétique de l'Azerbaïdjan.
En décembre de la même année, des détachements de l'armée azérie placés sous le commandement de Djemal Pacha et opérant dans le district de Lankaran, ont attaqué la garnison soviétique d'Astara, obligeant l'Armée rouge à se retirer du côté iranien. Les renforts soviétiques, arrivés à Astara par la mer à l'aube le 23 décembre, ont commencé à débarquer et, après avoir brisé la résistance azérie grâce à l'artillerie des navires de la flotte rouge de la Caspienne, les unités de l'Armée rouge ont repris le contrôle d'Astara. En 1945, la commune urbaine d’Astara reçoit le statut de ville.

## Population
Selon le « calendrier caucasien » de 1910, 370 personnes vivaient dans la limite du district d'Astara-Lankaran en 1908, composées principalement d'Azéris et désignées dans le calendrier par « Tatars ». Selon le calendrier caucasien de 1915, la population atteignait 3 850 personnes.
Recensements ou estimations de la population :
| 1959  | 1970  | 1979   | 1989   | 2012   |
| ----- | ----- | ------ | ------ | ------ |
| 5 381 | 9 125 | 11 950 | 12 957 | 16 800 |

## Économie
La partie azerbaïdjanaise d'Astara commerce intensément avec la partie iranienne, attirant de nombreux acheteurs qui traversent la frontière pour acheter des biens et des services qui ne sont pas toujours disponibles en Azerbaïdjan.

## Transports
D'un point de vue routier, la ville se situe à l'extrémité de la route européenne 119.
D'un point de vue ferroviaire, la ville n'est desservie que par une voie large en direction du nord. Une voie normale qui longerait la mer Caspienne et relierait le réseau ferroviaire iranien serait prévue.

## Personnalités liées à la ville
- Ziya Bunyadov (1923-1997), historien et académicien azerbaïdjanais, est né à Astara.
- Vaguif Akhundov (n. 1950), colonel général.
- Yabrail Hasanov (1990-), lutteur libre azerbaïdjanais.

## Galerie d'images

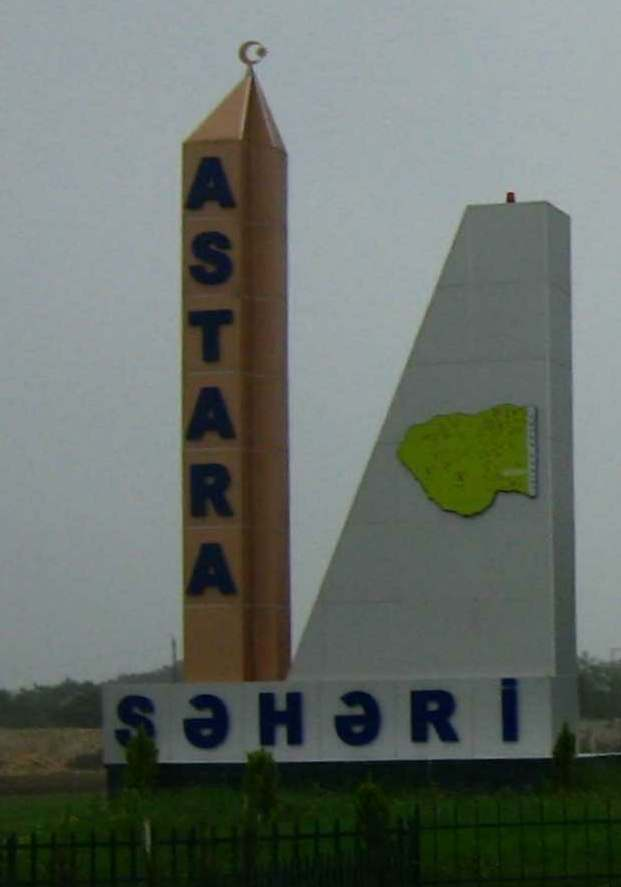
Entrée de la ville
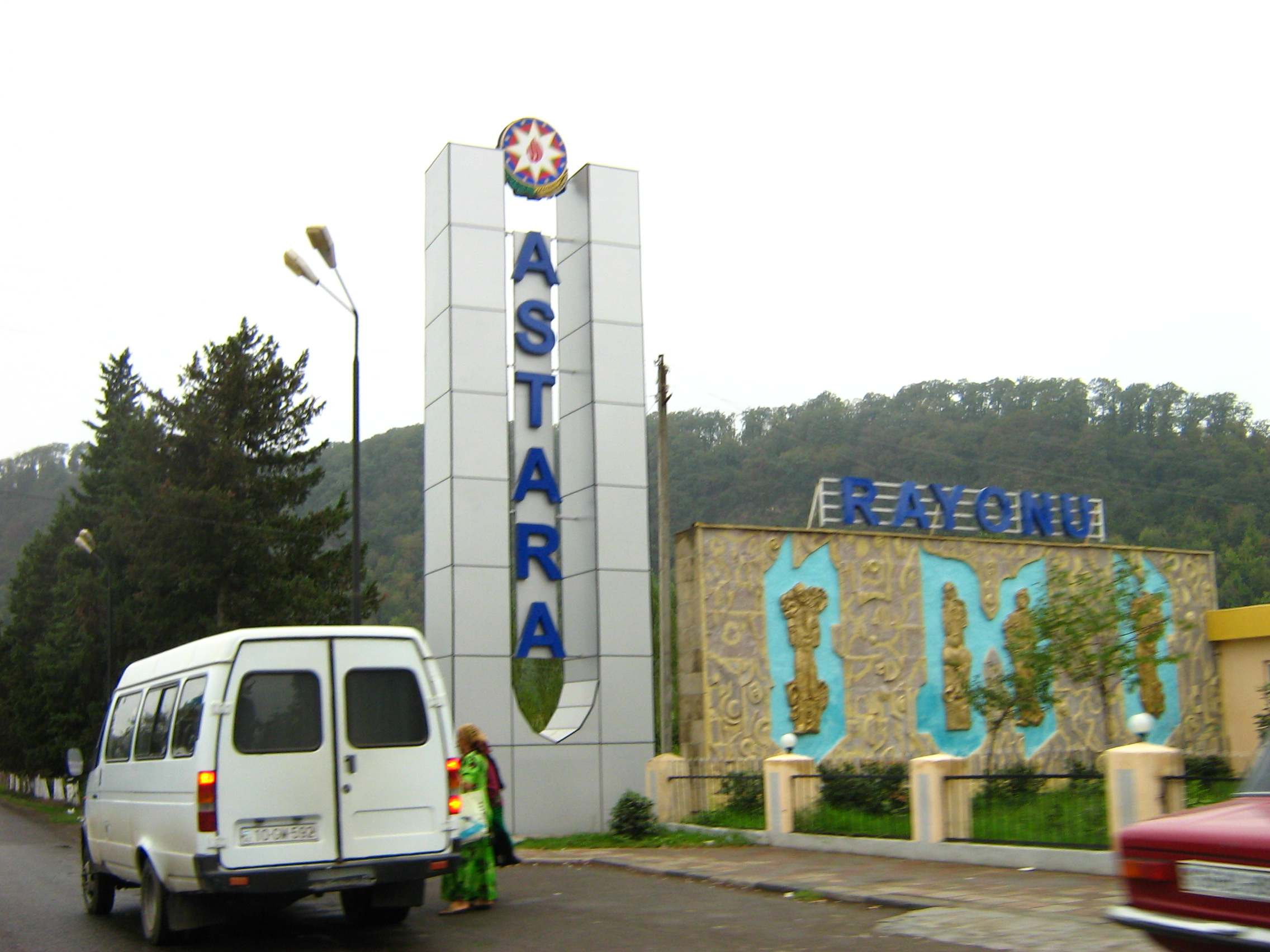
Entrée dans le raïon d'Astara